# Freilaufende Männer
Freilaufende Männer ist ein deutscher Fernsehfilm aus dem Jahr 2011. Es ist die Literaturverfilmung des gleichnamigen Romanes von Gernot Gricksch, der auch das Drehbuch verfasste. Die Filmkomödie hatte ihre Erstausstrahlung am 30. März 2011 in der ARD, wobei der Film von etwa 4,73 Mio. Zuschauern gesehen wurde, was einem Marktanteil von 14,7 Prozent entsprach.

## Handlung
Eigentlich wollte Thomas Zabel zu seinem 40. Geburtstag mit seinen beiden Freunden Malte und Jens einen Männerurlaub in einem schwedischen Ferienhaus am Wasser machen. Doch das Zusammenleben der drei Männer gestaltet sich schwieriger als gedacht. Dass Thomas ein kettenrauchender zynischer Hypochonder ist und sie alle ihre Probleme, vor denen sie geflohen sind, in die abgelegene Natur mitgebracht haben, macht die Situation nicht einfacher. Thomas befindet sich als Übersetzer von Bedienungsanleitungen für Luxusautos in einer beruflichen Sackgasse und weiß nicht, was er von der Zukunft will. Malte, ein lebenshungriger Autohändler, ist Thomas’ bester Auftraggeber und steht kurz vor der Pleite. Jens hingegen ist ein konfliktscheuer Fahrlehrer und ehebrechender Familienvater, der sich nicht zwischen seiner Geliebten Karin, die ihm nach Schweden nachreist, und seiner Ehefrau Marion entscheiden kann. Zudem verdreht die schöne Schwedin Malin, die im einzigen Supermarkt der Gegend arbeitet, allen den Kopf.

## Kritiken
„(Fernseh-)Komödie um Männer, die der Zukunft nicht ins Auge sehen wollen, um sich nicht den Blick zurück auf ihre Jugend zu verstellen, wobei sich der solide gespielte, durchaus unterhaltsame Film nur moderat aufmüpfig zeigt, vielmehr schnell und vorhersehbar in althergebrachte (Lebens- und Liebes-)Konventionen einschwenkt.“

„Dank des starken Darstellertrios gelang Vielfilmer Matthias Tiefenbacher […] vor wunderbarer Naturkulisse eine Komödie mit vielen witzigen, aber auch mit nachdenklich stimmenden Momenten. Für das gelungene Drehbuch sorgte Gernot Gricksch.“

„So gesehen darf man von ‚Freilaufende Männer‘ keine psychologischen Raffinessen und der Landschaftskulisse zum Trotz keine Strickpullover-Innerlichkeiten erwarten. Hier wird eher aus der Magen- und Lendengegend argumentiert, Frust und Triebstau sorgen für die eine oder andere klamaukige Verwicklung. In ihren besseren Momenten erinnert die ARD-Produktion an die Buddy-Psychoklamotten aus der Schmiede von Judd Apatow (Männertrip), in ihren schlechteren an einen überlangen Mario-Barth-Witz.“